# Laguna de Icalma
Laguna de Icalma är en sjö i Chile.   Den ligger i regionen Región de la Araucanía, i den södra delen av landet, 600 km söder om huvudstaden Santiago de Chile. Laguna de Icalma ligger 1 150 meter över havet. Arean är 9,8 kvadratkilometer. Den sträcker sig 5,4 kilometer i nord-sydlig riktning, och 5,7 kilometer i öst-västlig riktning.
Omgivningarna runt Laguna de Icalma är i huvudsak ett öppet busklandskap. Trakten runt Laguna de Icalma är nära nog obefolkad, med mindre än två invånare per kvadratkilometer.